# Шербур (футбольний клуб)
«Шербур» (фр. AS Cherbourg) — французький футбольний клуб з однойменного міста, заснований 1906 року. Приймає своїх суперників на «Стад Моріс-Постер», що вміщує 7 000 глядачів.

## Історія
Клуб був заснований в 1906 році під назвою «Стелла» (Шербур) (фр. Stella de Cherbourg). Тоді футболісти «Стелли» були найсильнішою командою міста та регіону, будучи успішними на регіональному рівні до Другої світової війни, а також виступала у Кубку Франції. У 1929 році вони навіть досягли 1/16 фіналу, де були вибиті «Ренном» (2:1). Ще п'ять разів, в 1921, 1930, 1933, 1937 і 1940 роках доходили до стадії 1/32 фіналу.
Після війни, в 1945 році, головним чином на базі «Стелли» і у співпраці з десятьма іншими спортивними організаціями, був заснований новий клуб: «Шербур-Стелла» (фр. Association sportive Cherbourg-Stella).
У 1955 році команда виграла чемпіонат Нормандії і вийшла у Аматорський чемпіонат Франції. Після одного сезону клуб покинув цей дивізіон, але відразу ж повернувся. На цей раз вони «Шербур-Стелла» залишилися у цьому чемпіонаті три сезони. В цей же час команда вони ще двічі (у 1952 і 1958 роках) досягла 1/16 Кубка Франції.
1960 року команда отримала професіональний статус і змінила назву на «Шербур» (фр. AS Cherbourg і була включена в Дивізіон 2. Граючим тренером команди став відомий футболіст Андре Шимоні. У другому дивізіоні команда провела сім років, тобто до сезону 1966/67. Під час гри у Дивізіоні 2 «Шербур» здобував успіхи і в Кубку Франції — в 1964 і 1965 роках вони доходили до 1/8 фіналу, а через рік програли тільки в чвертьфіналі майбутньому володарю трофея «Страсбура».
Після вильоту з Дивізіону 2 в 1967 році «Шербур» втратив професіональний статус і в подальшому грав в нижчих аматорських лігах. 2002 року команда стала аматорським чемпіоном Франції.

## Відомі гравці
| - Жульєн Фере - Себастьєн Мате - Жак Сімон - Седрік Басея - Папе Амаду Н'Діай | - Папісс Сіссе - Бебе Камбу - Віктор Коррея - Річмонд Форсон |

## Досягнення
- Переможець Аматорського чемпіонату Франції (1): 2001/02.